# Cladonia tachirae
Cladonia tachirae är en lavart som beskrevs av Ahti. Cladonia tachirae ingår i släktet Cladonia och familjen Cladoniaceae.   Inga underarter finns listade i Catalogue of Life.